# Richard Wiener

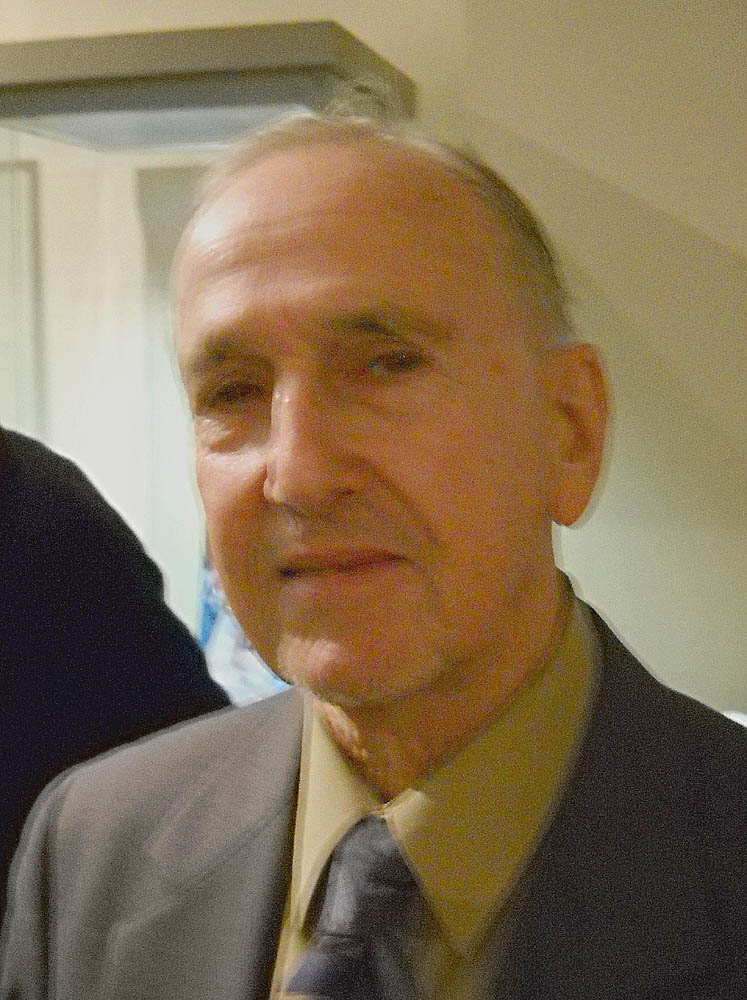
Richard Wiener

Richard Wiener (* 7. August 1927 in Wittenberg) ist ein deutsch-amerikanischer Patentanwalt und Ehrenbürger der Lutherstadt Wittenberg.

## Kindheit
Der Sohn des Wittenberger Schuhfabrikanten Robert Wiener (1900–1973) und dessen Frau Mariem (geb. Glückmann) entstammt einer jüdischen Familie, die sich nach dem Ersten Weltkrieg in Wittenberg angesiedelt hatte. Dort errichtete sein Großvater Baruch Wiener eine Schuhfabrik, die dessen Söhne Robert und Max Wiener später weiterführten. Bis zu seinem fünften Lebensjahr wuchs Richard Wiener in unbeschwerten Verhältnissen auf. Dies änderte sich 1933, dem Jahr seiner Einschulung, als die Nationalsozialisten in Deutschland die politische Macht übernahmen. Bald spürte er den zunehmenden Antisemitismus der deutschen Bevölkerung und in der Schule die Auswirkungen der Nürnberger Rassengesetze. Da diese den Juden immer mehr ein Leben in Deutschland erschwerten, beschlossen seine Eltern 1936, die Ausreise in die USA zu beantragen. 1937 wechselte er an das alte Melanchthon-Gymnasium in Wittenberg, wo er Übergriffe seiner Mitschüler erlitt, zugleich wurden die Juden immer mehr aus dem öffentlichen Leben der Stadt ausgeschlossen. Nach der Reichspogromnacht spitzten sich die Verhältnisse noch zu: Sein Vater wurde verhaftet und die Wohnungseinrichtung der Familie zerstört. In dieser Zeit lebte die Familie praktisch rechtlos unter Hausarrest.

## Ausreise nach England
Anfang 1939 hatte er das Glück, als eines von 10.000 Kindern mit dem Kindertransport nach England ausreisen zu können. Er kam erst in London bei Verwandten unter und wurde mit dem Beginn des Zweiten Weltkriegs zum Schutz vor Luftangriffen in einer englischen Kleinstadt untergebracht. Auch seine Eltern hatten kurz vor Beginn des Weltkrieges noch aus Deutschland nach England flüchten können. Im Sommer 1940 erhielt die Familie die ersehnten Visa für die USA. Dort wohnte sie zuerst im Brooklyn. Wiener besuchte die Brooklyn Technical High School, absolvierte seinen Wehrdienst bei der U.S. Armee und begab sich dann monatelang auf die Wanderschaft durch den Westen der Vereinigten Staaten. Dort arbeitete er u. a. bei der Eisenbahn, in der Anaconda Schmelzerei in Montana, auf Plantagen und Ranchen. 1947 begann er ein Studium an der Columbia University, an der er 1950 den Bachelor of Arts erwarb. Sein Studium setzte er 1951 kurz an der Princeton Graduate School fort. Im Jahre 1958 nahm er ein Studium der Rechtswissenschaften an der New York University Law School auf. Da ihm seine Firma in seinem 32. Lebensjahr die Leitung der Zweigstelle in Washington D.C. übertrug, wechselte er dort an die George Washington University Law School, wurde 1963 Bachelor of Laws und arbeitete danach als selbständiger Patentanwalt und später also Senior Sozius in einer Partnerschaft. Er heiratete mit 39 Jahren, aus der Ehe gingen ein Sohn und eine Tochter hervor. Die Ehe wurde nach zwanzig Jahren geschieden.

## Rückkehr nach Wittenberg
Nach mehreren Reisen in die Bundesrepublik Deutschland kam er 1990, nach dem Fall der Mauer, zum ersten Besuch in seine alte Heimatstadt. Hier sah er, wie heruntergekommen die Häuser waren; Wiener machte sich auch mit den Lebensgeschichten seiner einstigen Mitschüler vertraut. Ein zweiter Besuch 1993, zur 700-Jahr-Feier der Gründung der Stadt Wittenberg, zeigte ihm die Veränderungen durch die Deutsche Wiedervereinigung. Während der Jubiläumsfeierlichkeiten lernte er den Präsidenten der Wittenberg University aus Springfield (Ohio) kennen. Er dolmetschte für diesen, als es darum ging, einen Studentenaustausch zwischen dessen Universität und der Martin-Luther-Universität Halle-Wittenberg zustande zu bringen. Letztlich kam so an der Wittenberger Leucorea ein Zentrum für USA-Studien zustande. Bei einem weiteren Besuch 1997 traf er seine einstigen Klassenkameraden persönlich. In der persönlichen Auseinandersetzung lernte er jenen zu vergeben, die ihm und seiner Familie so viel Leid zugefügt hatten. Aus dieser Erfahrung heraus eröffnete er in Amerika einen Workshop unter dem Motto Die Kraft des Vergebens. Seitdem bereiste er mehrere amerikanische Städte und setzte sich in Vorträgen für Versöhnung und Völkerverständigung ein.

## Ehrenbürger
2010 beschloss der Wittenberger Stadtrat mit Mehrheit, Wiener für seine herausragenden und vielfältigen Leistungen und Verdienste für die Lutherstadt Wittenberg zu ihrem Ehrenbürger zu ernennen. Am 3. Oktober desselben Jahres überreichte ihm während eines Festaktes zum 20. Jahrestag der Deutschen Einheit der Wittenberger Oberbürgermeister Eckhard Naumann die Ehrenbürgerurkunde. Dabei brachte dieser zum Ausdruck, dass die Stadt Wittenberg ihre höchste Ehrung Wiener wegen seines Wirkens für die Versöhnung verleihe, sich die Stadt damit aber zugleich für das in der Vergangenheit zugefügte Unrecht entschuldigen wolle. „Indem Wiener für Versöhnung und Verständigung werbe, diene er Wittenberg als Botschafter und praktiziere eine Haltung, die für das Ansehen der Stadt überaus förderlich sei.“